# Ruptura espontánea de simetría electrodébil
El concepto de ruptura espontánea de simetría es uno de los ingredientes fundamentales del SM electrodébil, dando lugar a excitaciones de Goldstone que pueden ser asociadas a los términos de masa de los bosones gauge. Este procedimiento, conocido habitualmente como Mecanismo de Higgs, es uno de los posibles procedimientos para describir las interacciones débiles de rango corto mediante una teoría gauge sin destruir su invariancia.
En el SM la ruptura de simetría tiene lugar linealmente por medio de un campo escalar que adquiere un valor esperado no nulo en el vacío. Como resultado del proceso no solo adquieren masa tanto los bosones vectoriales así como los fermiones, sino que, además, aparece un nuevo campo escalar neutro físico: la partícula de Higgs.
Alternativamente la ruptura de simetría podría generarse dinámicamente por nuevas fuerzas fuertes en la escala 1 TeV. Sin embargo, aún no se ha formulado ningún modelo válido de este tipo que proporcione una descripción satisfactoria del sector fermiónico y reproduzca la elevada precisión de las medidas electrodébiles.
Son dos los conceptos básicos sobre los cuales se ha construido el “Modelo Estándar”, la teoría que unifica parcialmente las fuerzas de la naturaleza. Tales principios son:
1. Principio gauge; asociado a simetrías matemáticas.
2. Ruptura espontánea de la simetría.

## Ruptura espontánea de la simetría
Un ejemplo habitual en física es el de un lápiz que se mantiene en equilibrio sobre su punta. Es simétrico en el sentido de que mientras mantiene el equilibrio sobre la punta cualquier dirección es tan buena como cualquier otra; sin embargo, es inestable. Cuando el lápiz cae, algo que debe ocurrir inevitablemente, caerá al azar, en una u otra dirección, rompiendo la simetría, aunque la simetría sigue ahí, en leyes subyacentes.
Las leyes solo describen el espacio de lo que puede ocurrir; el mundo real gobernado por esas leyes supone la elección de una realización entre muchas posibilidades. Intercambiamos la inestable libertad de las posibilidades por la estable experiencia de la realidad.

## Las cuatro fuerzas
Este mecanismo de ruptura espontánea de la simetría puede ocurrirles a las simetrías entre las partículas de la naturaleza. Cuando les sucede a las simetrías que, según el principio gauge, hacen aparecer a las fuerzas de la naturaleza, conduce a diferencias en sus propiedades. Las fuerzas se vuelven diferenciadas, pueden tener diferentes alcances e intensidades.
Antes de que se rompa la simetría, las cuatro interacciones fundamentales tienen un alcance infinito, igual que el electromagnetismo, pero tras la ruptura, el alcance de alguna de ellas es finito, como las dos interacciones nucleares (fuerte y débil).

## Unificación gauge y simetrías
Los físicos F. Englert y R. Brout, en Bélgica, y unos meses más tarde Peter Higgs, en Escocia, propusieron, en forma independiente, combinar la ruptura espontánea de simetría con las teorías gauge. Los tres demostraron también la existencia de otra partícula consecuencia de la ruptura espontánea de simetría, y que denominamos «bosón de Higgs».
En la ruptura espontánea de simetría existe una cantidad física cuyo valor nos indica que la simetría se ha roto y cómo se ha producido esa ruptura. Esta cantidad suele ser un campo, llamado campo de Higgs.

## Leyes naturales
La utilización de la ruptura espontánea de la simetría de una teoría fundamental tendría unas repercusiones muy profundas, no solo para las leyes de la naturaleza, sino también en la más amplia cuestión acerca de en qué consiste una ley de la naturaleza.
Antes se creía que las leyes eternas de la naturaleza determinaban de forma directa las propiedades de las partículas elementales, ahora bien, en una teoría con ruptura espontánea de la simetría aparece un nuevo elemento: las propiedades de las partículas elementales dependen en parte de la historia y del entorno.
La simetría puede romperse de diferentes maneras, dependiendo de condiciones como la densidad y la temperatura. Expresándolo de manera más general, las propiedades de las partículas elementales no dependen solo de las ecuaciones de la teoría, sino también de cuál de las soluciones a estas ecuaciones es aplicable a nuestro universo.